# امرأة في الظل (رواية)
امرأة في الظل، أو ما لم نعرف عن زينب هي رواية للكاتب والروائي المغربي عبد الجليل الوزاني التهامي. تقع في 174 صفحة، صدرت سنة 2016 عن منشورات كتارا بالدوحة. فازت بجائزة كتارا للروايات غير المنشورة.

## ملخص الرواية
تدور أحداث الرواية بين قرية تارغة الشاطئية المتوسطية ومدينة تطوان بشمال المغرب في الفترة الممتدة ما بين 1984 و2005، حول امرأة تدعى زينب وهي بطلة الرواية، التي تبعث رسالة إلى رجل يسمى جمال الأحمدي تحكي له فيها ما مر بها منذ اختفائها في ظروف غامضة هرباً من العار بعد علاقة حب نتج عنها حمل غير شرعي في مجتمع محافظ ملىء بالتقاليد والأعراف الرافضة لمثل هذه الفضائح. هي إذن تلخيص لمعاناة المرأة المنسية في مجتمع مهمش يعاني من الفقر والجهل والهشاشة الناتجة عن الفساد السياسي والخلل الاقتصادي وسوء التدبير في الربع الأخير من القرن العشرين.

## شخصيات
زينب: هي رمز للمرأة البدوية التي غادرت بلدتها بحثا عن افاق جديدة في المدينة والتجأت للتهريب المعيشي من باب سبتة كمورد للرزق لمواجهة أعباء الحياة.
جمال الاحمدي : بطل في رواية امراة في الظل وهو طالب جامعي مناضل ومقيم بقرية زينب متخفيا من رجال الامن حيث التجا الى اب زينب الرايس امحمد وهناك ربط علاقة عاطفية بزينب التي عاشرته خارج مؤسسة الزواج.لكن جمال الاحمدي تزوج من اخرى واستقر بمكناس.

## جوائز
حازت رواية امرأة في الظل على جائزة كتارا للرواية العربية سنة 2015.

## نقد
امبرتور ايكو: رواية زينب هي الة قابلة لعدة تأويلات وقراءات وانطباعات بحسب وجهة نظر قارئها.
خالد البقالي القاسمي : كاتب الرواية عبدالجليل الوزاني التهامي تميز ببراعته في سرد احداث الرواية من حيث جمالية تدخله في تغيير احداثها بما يجذب الاثارة والتشويق.وقال عن زينب التي هي بطلة الرواية انها بالرغم من كونها شخصية بسيطة وحلمها لايتعدى مطالب العيش الا انها شخصية مثيرة للاهتمام بحجة انها من النوع النسائي الذي يعشق جلاده ويعيش على الحب بالرغم من شدةالمعاناة والحب.

## اقتباس
رواية تدور أحداثها بين قرية شاطئية متوسطية – تارغة – ومدينة تطوان بشمال المغرب في الفترة الممتدة ما بين 1984 و2005، وهي عبارة عن رسالة مطولة من امرأة (زينب) إلى رجل (جمال الأحمدي) تحكي له فيها ما مر مهعا منذ اختفائها في ظروف غامضة هرباً من فضيحة علاقة حب نتج عنها حمل غير شرعي في مجتمع محافظ مثل بالتقاليد والأعراف الرافضة.
انظر أيضًا
- عبد الجليل الوزاني التهامي

- الضفاف المتجددة (رواية)

- جائزة كتارا

- جينوم مزامير الرحيل والعودة

- الرواية في المغرب

- أدب مغربي